# CMS Made Simple
CMS Made Simple is een opensource-contentmanagementsysteem. Het biedt een relatief snelle en eenvoudige manier om een website te maken en de inhoud te beheren. Het pakket is eenvoudig genoeg voor persoonlijke websites en volwassen genoeg voor uitgebreide sites van bijvoorbeeld een multinational.

## Geschiedenis
CMS Made Simple is gelanceerd op 1 juli 2004 door Ted Kulp, een ex-metaalbewerker, omdat hij in die tijd zelf een CMS zocht voor zijn eigen site. Gefrustreerd dat hij geen, in zijn ogen, ideaal CMS kon vinden, besloot hij er zelf één te bouwen. Tegenwoordig is er een compleet ontwikkelteam van programmeurs bijgekomen, die ieder hun steentje bijdragen aan het project.

## Functionaliteiten
Voor het systeem zijn vele uitbreidingen ontwikkeld, o.a. door een actieve, behulpzame community. Het is mogelijk om inhoud en andere toevoegingen, zoals nieuws, op de site te zetten op iedere gewenste positie. Men kan in deze applicatie de website op verschillende manieren ontwerpen, bijvoorbeeld helemaal in CSS met XHTML.
Verder zijn er mogelijkheden voor een RSS-module en bestaat de mogelijkheid om simpele PHP-plug-ins direct in te voegen.
De applicatie heeft geen rootgebruiker toegang nodig en heeft zelf zeer weinig toegang nodig om te functioneren. Schrijftoegang is alleen benodigd in een beperkt aantal directory's en zou voor dagelijks gebruik redelijk veilig moeten zijn.
Ondersteuning kan men krijgen op internetforums en op Slack.